# Det armenske højland
Det armenske højland (armensk: Հայկական լեռնաշխարհ – Haykakan Lernachkharh, russisk: Армянское нагорье – Armjanskoje Nagorje) også kaldt Det armenske plateau, er et højland i Sydvest-Asien, mellem Lille Kaukasus i nordøst og Taurusbjergene i sydvest.
Det dækker et område på 400.000 km², og ligger på en gennemsnithøjde på mellem 1.500 og 2.000 meter. Det højeste punkt er bjerget Ararat på 5.137 meter. Det er dannet af en blanding af lavaplateauer, vulkankegler, og bjergkæder formet gennem foldning og forkastning. Landskabet karakteriseres af bjergstepper og halvørkener. De tre store søer Sevansøen, Vansøen og Urmiasøen ligger i tektoniske sænkninger.
En stor del af Det armenske højland ligger i regionen Østanatolien i Tyrkiet, og det omfatter også det nordvestlige Iran, hele Armenien, det sydlige Georgien og den vestlige del af Aserbajdsjan. De østlige dele kaldes også Det transkaukasiske højland.
Det armenske plateau er kaldt «Jernalderens episenter», eftersom det ser ud til at være her at fremstilling af jern først begyndte i slutningen af det 2. årtusind f.Kr..
I 1980'erne gav undervisningsministeriet i Tyrkiet ordre om at stednavne som kunne minde om de før-tyrkiske folkeslag i landet, som «Det armenske højlandt» (armenere) og «De pontiske bjerge» (pontiske grækere), skulle fjernes fra atlas i tyrkiske skoler. Den officielle tyrkiske betegnelse på Det armenske højland er som følge af dette «Det østanatolske højland». Den traditionelle østgrænse for Anatolien har været en linje fra İskenderunbugten til Artvin ved Sortehavet, og Det armenske højland er ikke blevet regnet som en del af Anatolien.

Fra højlandet stammer hunderacen Gampr.
- Det armenske højland og floden Akhurjan ved grænsen mellem Armenien og Tyrkiet, set fra den tidligere armenske hovedstad Ani i Tyrkiet.
- Ved Khor Virap-klosteret foran Ararat.
- Sevansøen
- Lille og store Ararat.